# Bazilica Sfântul Marin din San Marino
Bazilica Sfântul Marin din San Marino este un monument istoric și de arhitectură din orașul San Marino. Lăcașul, dedicat Diaconului Marin, sfântul patron al orașului, a fost construit în stil neoclasic la mijlocul secolului al XIX-lea.
Edificiul este reprezentat pe una din monedele euro sanmarineze.